# Новицьке
Но́вицьке — село в Україні, Сумській області, Роменському районі. Населення становить 4 особи. Входить до складу Андріяшівської сільської громади. До 2017 орган місцевого самоврядування - Андріяшівська сільська рада.

## Географія
Село Новицьке розташоване на відстані до 1,5 км від сіл Кринички (знято з обліку в 1988 році) та Луценкове.
По селу протікає струмок, що пересихає.

## Історія
Село постраждало внаслідок геноциду українського народу, проведеного урядом СРСР 1923-1933 та 1946-1947 роках.